# Barnett (rzeka)
Barnett – rzeka w Australii, w stanie Australia Zachodnia, na wyżynie Kimberley. Ma 88,1 km długości. Wypływa w paśmie górskim Caroline Range, płynie głównie w kierunku południowym, uchodzi do rzeki Hann. Została nazwana w 1898 roku przez odkrywcę Franka Hanna na cześć Alfreda H. Barnetta, który był ówczesnym menedżerem stacji Balmaningarra na rzece Lennard. W rzece występują gatunki ryb Neosilurus pseudospinosus, Melanotaenia australis oraz Hypseleotris kimberleyensis.